# 샛별초등학교 (경남)
샛별초등학교는 대한민국 경상남도 거창군에 있는 사립 초등학교이다.

## 학교 연혁
- 1964년 3월 10일: 개교
- 1970년   2월 17일: 제1회 졸업식
- 1984년   3월   1일: 학교에서 주는 '개인 상 제도'를 없앰
- 1989년   3월 15일: KBS 교육특집 '들꽃은 스스로 자란다' 다큐멘터리로 방영
- 1995년   4월 14일: 샛별초등학교 건물 신축
- 2003년 12월 16일: '학교 숲 가꾸기 시범 학교'로 뽑힘
- 2011년   4월 14일: 급식소 '하늘샘' 신축
- 2012년   3월   1일: 특수 학급 1학급 개설
- 2013년   3월   1일: 특수 학급 1학급 증설
- 2014년   9월   1일: 제8대 서성애 교장 취임
- 2018년   2월 14일: 제49회 졸업식(총 졸업생 수 3,487명)
- 2018년   3월 22일: 제55회 입학식(여 25명, 남 29명, 모두 55명)
- 2021년   3월 10일: 샛별체육관 신축

## 참고 자료
- 샛별초등학교 - 한국교육학술정보원 학교알리미